# Hněvkovský tunel II
Hněvkovský tunel II je dvojkolejný železniční tunel, který se nachází v katastru Hněvkova, součásti města Zábřeh, na železniční trati Česká Třebová – Přerov v úseku km 34,755 – 35,217, mezi stanicí Hoštejn a zastávkou Lupěné. Byl postaven v letech 2005–2006 v rámci výstavby třetího železničního koridoru, kdy nahradil jeden z nevyhovujících úseků trati v údolí Moravské Sázavy. Dán do provozu byl 30. června 2006.

## Popis
Tunel prochází pod vrchem Hejnice (403 m n. m.) v Drozdovské vrchovině, která je součástí Zábřežské vrchoviny. Kolem jeho západních, jižních a východních svahů protéká řeka Moravská Sázava. Horninový masív je tvořen krystalinikem převážně paruly, fylity a místně kvarcity a kvarcitické ruly. Kvartérní pokryv tvoří deluviální, fluviální a v menší míře antropogenní sedimenty, jejichž mocnost se pohybovala od cca šesti metrů u východního portálu do méně než metr na strmých svazích.
Tunel je dlouhý 461,85 m a je veden v přímé linii až do km 35,188, pak začíná oblouk o poloměru 1500 m. Výstavba tunelu byla prováděna dvěma způsoby. U portálů jsou úseky hloubené: u vjezdového v délce 4,6 m, u výjezdového 25,25 m. Střední část o délce 432 m je ražena novou rakouskou tunelovací metodou (NRTM), rozpojování horniny bylo provedeno použitím trhacích prací. Dvouplášťové ostění tunelu je tvořeno: primární vrstva je z stříkaného betonu C16/20 se sítí, příhradových nosníků a kotev. Druhá finální vrstva je z monolitického železobetonu C25/30 o minimální tloušťce 350 mm. Na oba portály bezprostředně navazují mosty přes Moravskou Sázavu.
Západní portál je tvořen opěrnými zdmi z prostého betonu a je rozčleněn na tři části. Boční zeď rovnoběžná s kolejí, čelní portálová zeď (kolmá na koleje) a zeď, která je souběžná s přístupovou cestou k portálu.
Východní portál je šikmě seříznutý tubus s portálovým věncem. Svahy kolem portálu a nad portálem jsou zajištěny gabionovou zdí.